# Максимів Ірина Онуфріївна
Ірина Онуфріївна Максимів (уроджена Саїк, 31 травня 1932, м. Тернопіль, нині Україна — 25 липня 2020, там само) — українська громадська діячка, Праведник народів світу, акторка фільму «Назви своє ім'я».

## Життєпис
Ірина Саїк — корінна тернополянка. Її батьки — Онуфрій та Анна — познайомилися на роботі, в готелі «Подільський» (нині «Україна»), де Онуфрій був головним адміністратором, а Анна працювала господинею.
Під час Другої світової війни разом з батьками рятувала євреїв від нацистів. Їхня родина у погребі власного дому протягом дев'яти місяців переховувала 16 людей, за що Ірина та її батьки були нагороджені відзнакою «Праведник народів світу», яку пані Максимів отримала з рук посла Ізраїлю в Україні. Була свідком боїв за Тернопіль.
Після війни працювала радіооператором. Була одружена, мала двох доньок.
Яд Вашем удостоїв звання «Праведник народів світу» Онуфрія та Анну Сайків 27 квітня 1992 р. Їхня донька Ірина Максимів отримала це звання у травні 2007 р.
Зіграла одну з головних ролей в документальному фільмі «Назви своє ім'я» про Голокост в Україні всесвітньовідомого кінорежисера і продюсера Стівена Спілберга.
В останні роки життя стала відомою завдяки спогадам про історію довоєнного Тернополя, зокрема, відео з її розповідями про життя міста в 1930-х були популярні на YouTube. На основі розповідей пані Ірини краєзнавець Тарас Циклиняк планує укласти дві книги про довоєнне місто: книгу спогадів «Дитинство Ірусі Саїк» та подарункову збірку про місто.
Померла 24 липня 2020 року від інсульту. Похована поряд з чоловіком і батьками на Микулинецькому цвинтарі.

## Відзнаки
- відзнака «Праведник народів світу»[10]